# 選抜高等学校野球大会 (秋田県勢)
選抜高等学校野球大会における秋田県勢の戦績について記す。

## 概要
1924年に選抜中等学校野球大会が始まったが、秋田県勢は1959年まで未出場だった。1960年に秋田商が秋田県勢選抜初出場を果たし、いきなりベスト4に進出する健闘を見せた。1990年には金足農と秋田経法大付が出場し、東北で初の同一県2校出場を果たした。しかし全般に戦績は振るわず、1960年の秋田商（ベスト4）を上回る成績を挙げたチームは2023年現在出ていない。

## 大会結果
| 年度                 | 出場校                          | 試合結果 | 試合結果                    | 成績     |
| -------------------- | ------------------------------- | -------- | --------------------------- | -------- |
| 1960年（第32回大会） | 秋田商（初出場）                | 2回戦    | ○ 5 - 2 阿倍野              | ベスト4  |
| 1960年（第32回大会） | 秋田商（初出場）                | 準々決勝 | ○ 2 - 1 慶応（延長11回）    | ベスト4  |
| 1960年（第32回大会） | 秋田商（初出場）                | 準決勝   | ● 0 - 2 米子東              | ベスト4  |
| 1961年（第33回大会） | 秋田商（2年連続2回目）          | 2回戦    | ● 1 - 3 平安                | 初戦敗退 |
| 1963年（第35回大会） | 大曲農（初出場）                | 2回戦    | ● 2 - 11 享栄商             | 初戦敗退 |
| 1964年（第36回大会） | 秋田工（初出場）                | 2回戦    | ● 1 - 4 徳島海南            | 初戦敗退 |
| 1965年（第37回大会） | 秋田（初出場）                  | 2回戦    | ● 6 - 7 静岡（延長11回）    | 初戦敗退 |
| 1980年（第52回大会） | 秋田商（19年ぶり3回目）         | 1回戦    | ○ 6 - 1 鹿児島商工          | ベスト8  |
| 1980年（第52回大会） | 秋田商（19年ぶり3回目）         | 2回戦    | ○ 9 - 3 静岡（延長10回）    | ベスト8  |
| 1980年（第52回大会） | 秋田商（19年ぶり3回目）         | 準々決勝 | ● 0 - 2 帝京                | ベスト8  |
| 1981年（第53回大会） | 秋田経大付（初出場）            | 1回戦    | ○ 3 - 0 丸亀商              | ベスト8  |
| 1981年（第53回大会） | 秋田経大付（初出場）            | 2回戦    | ○ 4 - 0 星稜                | ベスト8  |
| 1981年（第53回大会） | 秋田経大付（初出場）            | 準々決勝 | ● 4 - 7 印旛（延長10回）    | ベスト8  |
| 1984年（第56回大会） | 金足農（初出場）                | 1回戦    | ○ 7 - 0 新津                | 2回戦    |
| 1984年（第56回大会） | 金足農（初出場）                | 2回戦    | ● 4 - 6 岩倉                | 2回戦    |
| 1986年（第58回大会） | 秋田（21年ぶり2回目）           | 1回戦    | ○ 3 - 2 高松西              | 2回戦    |
| 1986年（第58回大会） | 秋田（21年ぶり2回目）           | 2回戦    | ● 1 - 7 岡山南              | 2回戦    |
| 1989年（第61回大会） | 秋田（3年ぶり3回目）            | 1回戦    | ● 1 - 4 北陸                | 初戦敗退 |
| 1990年（第62回大会） | 金足農（6年ぶり2回目）          | 1回戦    | ● 3 - 5 柳ヶ浦              | 初戦敗退 |
| 1990年（第62回大会） | 秋田経法大付（9年ぶり2回目）    | 1回戦    | ● 4 - 5 鹿児島実            | 初戦敗退 |
| 1993年（第65回大会） | 秋田経法大付（3年ぶり3回目）    | 2回戦    | ● 4 - 9 鳥取西              | 初戦敗退 |
| 1994年（第66回大会） | 秋田（5年ぶり4回目）            | 1回戦    | ● 4 - 8 智弁和歌山          | 初戦敗退 |
| 1996年（第68回大会） | 秋田（2年ぶり5回目）            | 1回戦    | ● 1 - 7 滝川二              | 初戦敗退 |
| 1999年（第71回大会） | 金足農（9年ぶり3回目）          | 1回戦    | ● 8 - 12 今治西（延長10回） | 初戦敗退 |
| 2000年（第72回大会） | 秋田経法大付（7年ぶり4回目）    | 1回戦    | ● 1 - 4 東洋大姫路          | 初戦敗退 |
| 2002年（第74回大会） | 秋田経法大付（2年ぶり5回目）    | 1回戦    | ● 4 - 5 延岡工              | 初戦敗退 |
| 2004年（第76回大会） | 秋田商（希望枠・24年ぶり4回目） | 1回戦    | ○ 10 - 0 鳴門工             | ベスト8  |
| 2004年（第76回大会） | 秋田商（希望枠・24年ぶり4回目） | 2回戦    | ○ 3 - 0 甲府工              | ベスト8  |
| 2004年（第76回大会） | 秋田商（希望枠・24年ぶり4回目） | 準々決勝 | ● 1 - 7 愛工大名電          | ベスト8  |
| 2006年（第78回大会） | 秋田商（2年ぶり5回目）          | 1回戦    | ○ 11 - 10 東海大菅生        | ベスト8  |
| 2006年（第78回大会） | 秋田商（2年ぶり5回目）          | 2回戦    | ○ 4x - 3 今治北（延長12回） | ベスト8  |
| 2006年（第78回大会） | 秋田商（2年ぶり5回目）          | 準々決勝 | ● 1 - 4 PL学園              | ベスト8  |
| 2010年（第82回大会） | 秋田商（4年ぶり6回目）          | 1回戦    | ● 0 - 2 北照                | 初戦敗退 |
| 2011年（第83回大会） | 大館鳳鳴（21世紀枠・初出場）    | 1回戦    | ● 0 - 8 天理                | 初戦敗退 |
| 2015年（第87回大会） | 大曲工（初出場）                | 1回戦    | ○ 4 - 1 英明                | 2回戦    |
| 2015年（第87回大会） | 大曲工（初出場）                | 2回戦    | ● 1 - 5 浦和学院            | 2回戦    |
| 2018年（第90回大会） | 由利工（21世紀枠・初出場）      | 1回戦    | ● 0 - 5 日大三              | 初戦敗退 |
| 2023年（第95回大会） | 能代松陽（初出場）              | 2回戦    | ○ 3 - 0 石橋                | 3回戦    |
| 2023年（第95回大会） | 能代松陽（初出場）              | 3回戦    | ● 0 - 1 大阪桐蔭            | 3回戦    |

## 通算成績
| 出場 | 試合 | 勝利 | 敗戦 | 引分 | 勝率 | 優勝 | 準優勝 | ベスト4 | ベスト8 |
| ---- | ---- | ---- | ---- | ---- | ---- | ---- | ------ | ------- | ------- |
| 25   | 39   | 14   | 25   | 0    | .359 | 0    | 0      | 1       | 4       |

## 学校別出場回数
秋田県勢として、選抜高等学校野球大会へ出場した学校は以下の通り。
| 校名               | 出場 | 勝敗   | 初出場 | 直近出場 | 最高成績 | 前身校                       |
| ------------------ | ---- | ------ | ------ | -------- | -------- | ---------------------------- |
| 秋田商             | 6回  | 8勝6敗 | 1960年 | 2010年   | ベスト4  |                              |
| ノースアジア大明桜 | 5回  | 2勝5敗 | 1981年 | 2002年   | ベスト8  | 秋田経大付→秋田経法大付→明桜 |
| 秋田               | 5回  | 1勝5敗 | 1965年 | 1996年   | 2回戦    | 秋田中                       |
| 金足農             | 3回  | 1勝3敗 | 1984年 | 1999年   | 2回戦    |                              |
| 大曲工             | 1回  | 1勝1敗 | 2015年 | -        | 2回戦    |                              |
| 能代松陽           | 1回  | 1勝1敗 | 2023年 | -        | 3回戦    |                              |
| 秋田工             | 1回  | 0勝1敗 | 1964年 | -        | 初戦敗退 |                              |
| 大館鳳鳴           | 1回  | 0勝1敗 | 2011年 | -        | 初戦敗退 |                              |
| 大曲農             | 1回  | 0勝1敗 | 1963年 | -        | 初戦敗退 |                              |
| 由利工             | 1回  | 0勝1敗 | 2018年 | -        | 初戦敗退 |                              |